# Aleš Valenta
Aleš Valenta (* 6. Februar 1973 in Šumperk) ist ein ehemaliger tschechischer Freestyle-Skier. Er war auf die Disziplin Aerials (Springen) spezialisiert. Sein größter Erfolg war der Olympiasieg im Jahr 2002.

## Biografie
Sein Debüt im Freestyle-Weltcup hatte Valenta am 26. Februar 1993 in La Plagne, wo er 26. wurde und die ersten Weltcuppunkte gewann. Zu Beginn fand er nur schwer den Anschluss an die Weltspitze; die erste Top-10-Platzierung gelang ihm erst nach zwei Jahren. 1997 wurde er im Weltcup zweimal Vierter. Ebenfalls den vierten Platz belegte er bei den Olympischen Winterspielen 1998. Mit Platz 5 bei der Weltmeisterschaft 1999 erzielte Valenta das beste WM-Ergebnis seiner Karriere. Als Zweiter des Weltcupspringens im australischen Mount Buller stand er am 12. September 1999 erstmals auf dem Podest. Ebenfalls Zweiter wurde er ein Jahr später am selben Ort.
Im Verlaufe der Weltcupsaison 2001/02 sprang Valenta zweimal auf den zweiten und einmal auf den dritten Platz. Damit gehörte er im Vorfeld der Olympischen Winterspiele 2002 zu den Medaillenfavoriten. Beim olympischen Wettkampf in Deer Valley gelang ihm als weltweit erstem Athleten ein dreifacher Rückwärtssalto mit fünf Schrauben, womit er die Goldmedaille gewann. Diesen Erfolg bestätigte Valenta am 26. Januar 2003 in Fernie mit seinem ersten Weltcupsieg. Der zweite Weltcupsieg folgte ein Jahr später, ebenfalls in Fernie. Seinen dritten und letzten Weltcupsieg feierte Valenta am 5. September 2004 in Mount Buller. Die Olympischen Winterspiele 2006 verliefen mit Platz 21 enttäuschend.
Valenta beendete seine Sportkarriere im März 2007. Er ist verheiratet und hat zwei Kinder. In Šumperk betreibt er ein Sportzentrum, außerdem moderiert er regelmäßig Sportsendungen im Radiosender Frekvence 1.

## Erfolge

### Olympische Spiele
- Nagano 1998: 4. Aerials
- Salt Lake City 2002: 1. Aerials
- Turin 2006: 21. Aerials

### Weltmeisterschaften
- Altenmarkt 1993: 33. Aerials
- La Clusaz 1995: 23. Aerials
- Nagano 1997: 8. Aerials
- Hasliberg 1999: 5. Aerials
- Whistler 2001: 19. Aerials
- Deer Valley 2003: 7. Aerials
- Madonna di Campiglio 2007: 8. Aerials

### Weltcup
- Saison 1997/98: 5. Aerials-Weltcup
- Saison 1999/00: 7. Aerials-Weltcup
- Saison 2001/02: 3. Aerials-Weltcup, 4. Gesamtweltcup
- Saison 2002/03: 6. Aerials-Weltcup
- Saison 2003/04: 4. Aerials-Weltcup
- Saison 2005/06: 7. Aerials-Weltcup
- 12 Podestplätze, davon 3 Siege:

| Datum             | Ort          | Land       |
| ----------------- | ------------ | ---------- |
| 26. Januar 2003   | Fernie       | Kanada     |
| 25. Januar 2004   | Fernie       | Kanada     |
| 5. September 2004 | Mount Buller | Australien |

### Weitere Erfolge
- 4 Podestplätze im Europacup, davon 2 Siege